# Archeologické muzeum (Košice)
Archeologické muzeum v Košicích je muzeum košického městského opevnění, konkrétně jeho Dolní brány. Areál byl odkryt během rekonstrukce Hlavní ulice (1995–1996) za primátora Rudolfa Schustera. Archeologický průzkum vedli košičtí památkáři Marcela Ďurišová a Jozef Duchoň. Projekt muzea je dílem Ing. Alexandra Lamiho. Muzeum bylo veřejnosti zpřístupněno roku 1998.